# Biserica „Sf. Nicolae” din Cârțișoara
Biserica „Sfântul Nicolae” din Cârțișoara este un monument istoric aflat pe teritoriul satului Cârțișoara, comuna Cârțișoara.

## Istoric și trăsături
Biserica din cărămidă, construită la începutul secolului al XIX-lea, este pictată în frescă, atât în interior, cât și în exterior. Pictura a fost finalizată, potrivit pisaniei, la 28 iunie 1809 și îi aparține unuia din membrii familiei de zugravi Grecu, identificat prin analogie cu alte monumente. Absida semicirculară a altarului este acoperită cu o jumătate de calotă sferică, în timp ce naosul și pronaosul, despărțite printr-un zid cu trei deschideri, sunt acoperite de calote pe pandantivi. Lăcașului de cult, de plan dreptunghiular alungit, i s-a adăugat pe latura de vest, un turn-clopotniță, cu parter boltit semicilindric.
Zugravul bisericii a fost Nicolae Grecu (1784-1857), considerat cel mai talentat membru al familiei Grecu, făcând parte din a doua generație de zugravi. A pictat biserici ortodoxe, printre care cele de la Fofeldea, Colun și Țichindeal, dar și numeroase icoane. Arta lui se deosebește de cea a rudelor sale, mai ales prin faptul că a dat o interpretare locală scenelor religioase: Isus nu este supus la cazne de către romani, ci de soldați ai Imperiului Habsburgic.

## Vezi și
- Cârțișoara, Sibiu

## Imagini

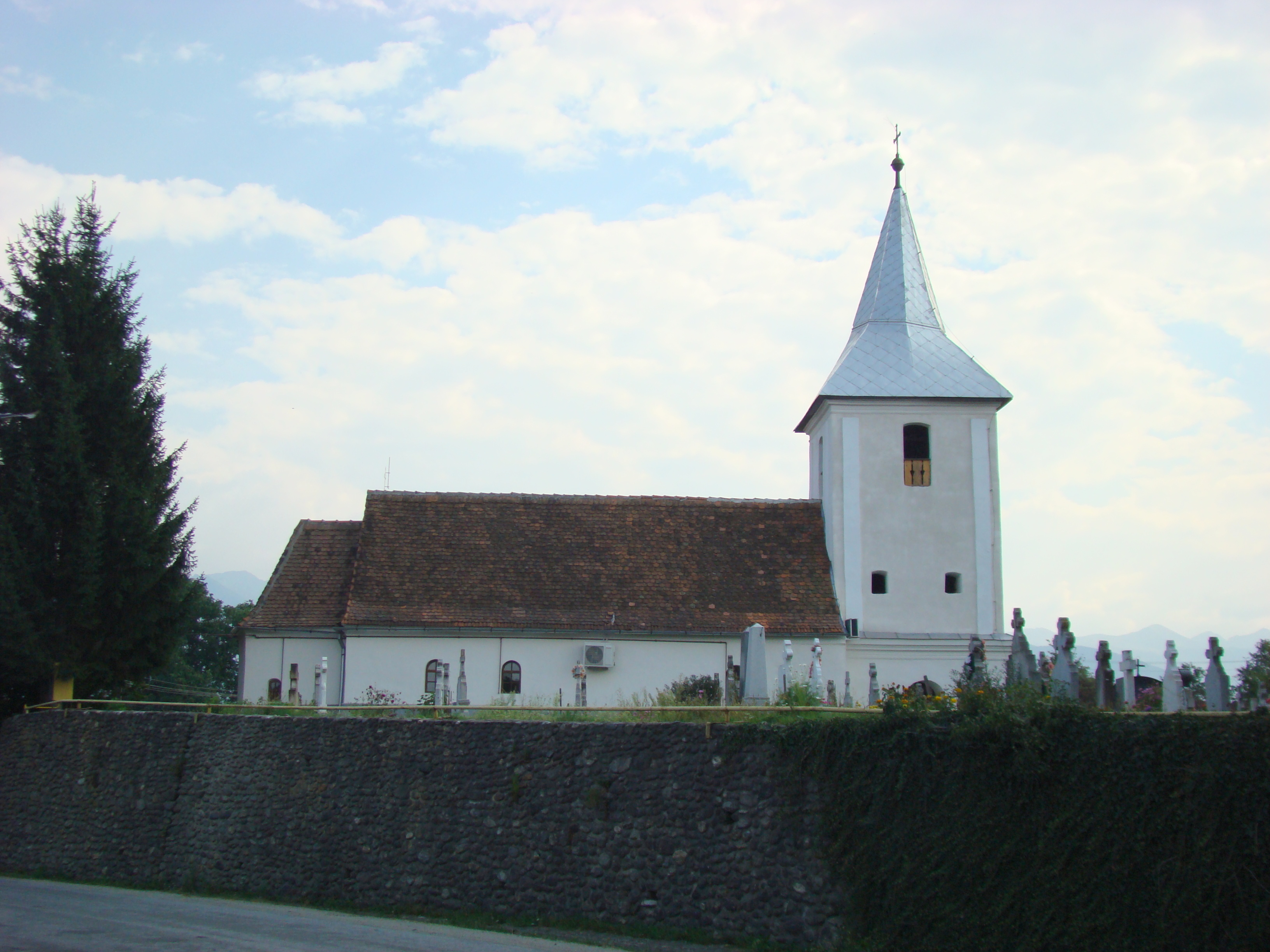
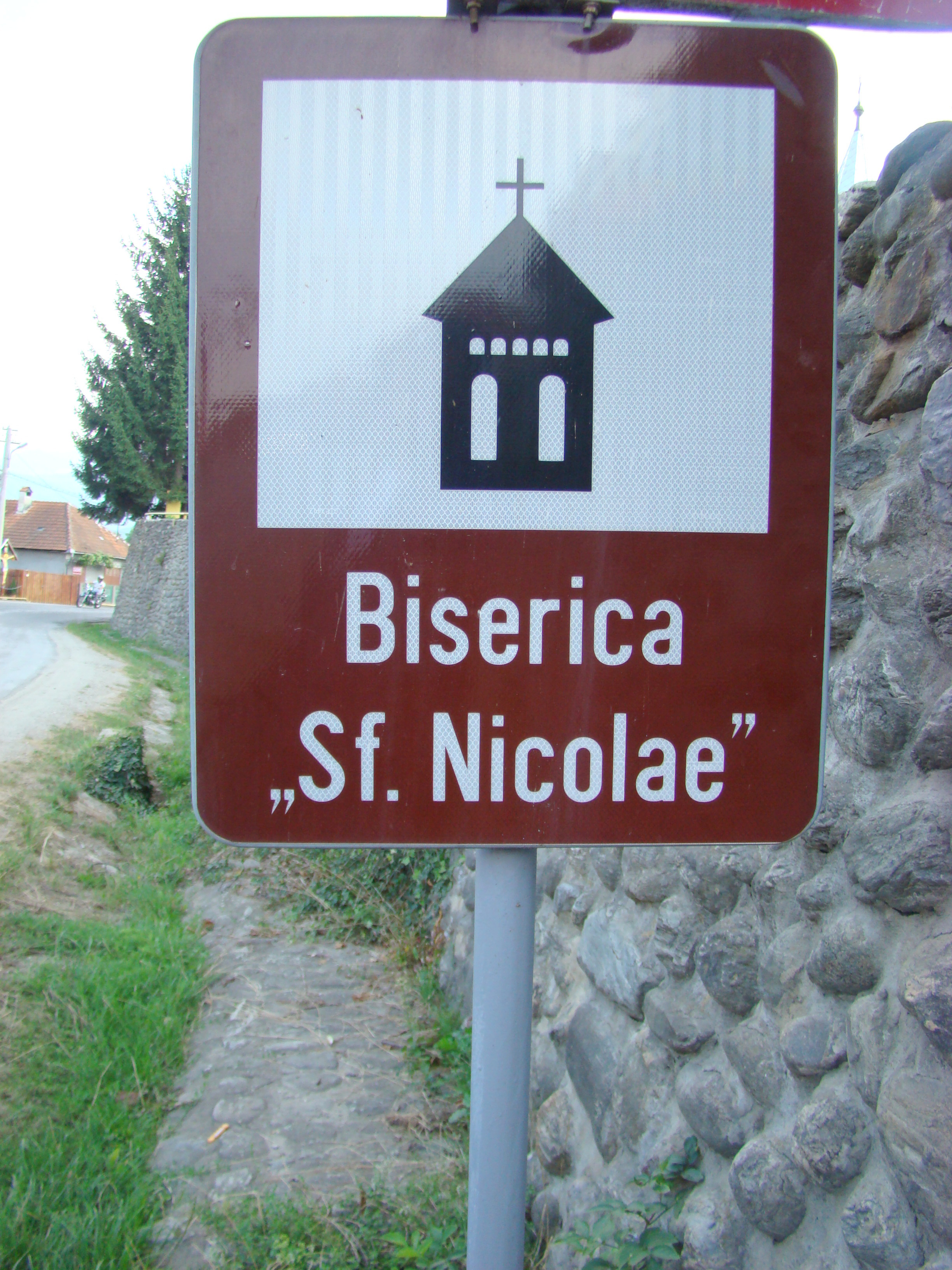
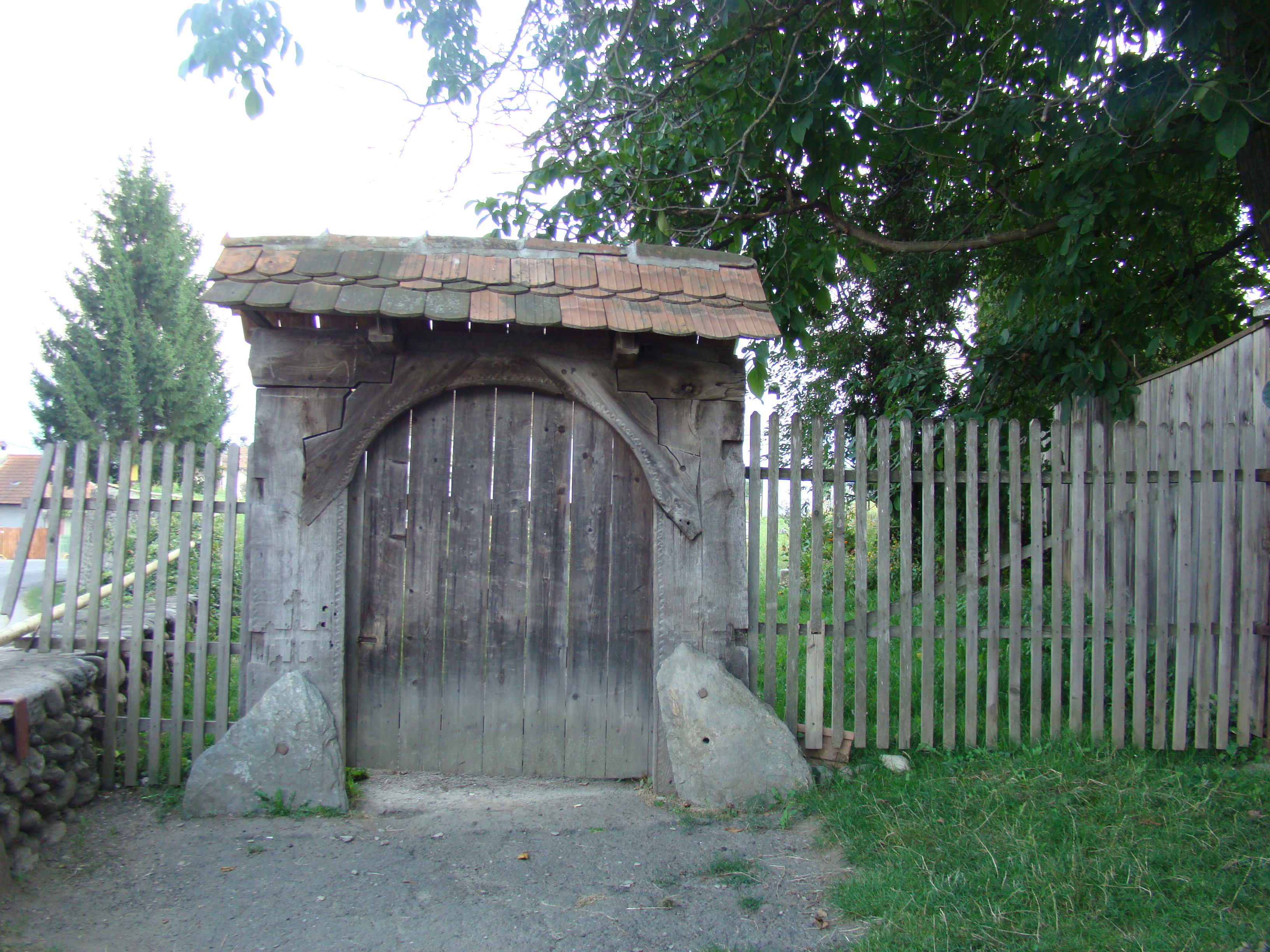
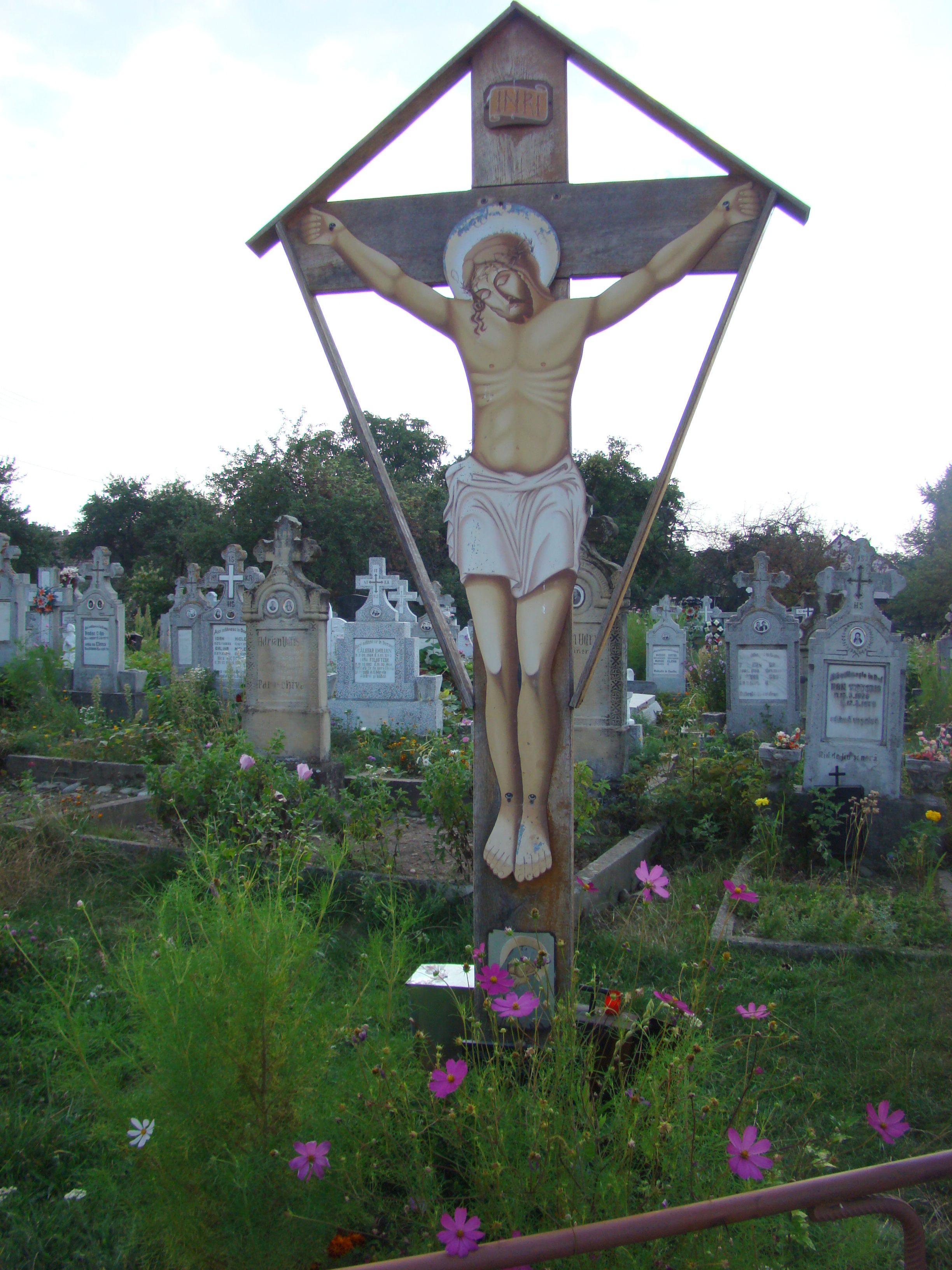
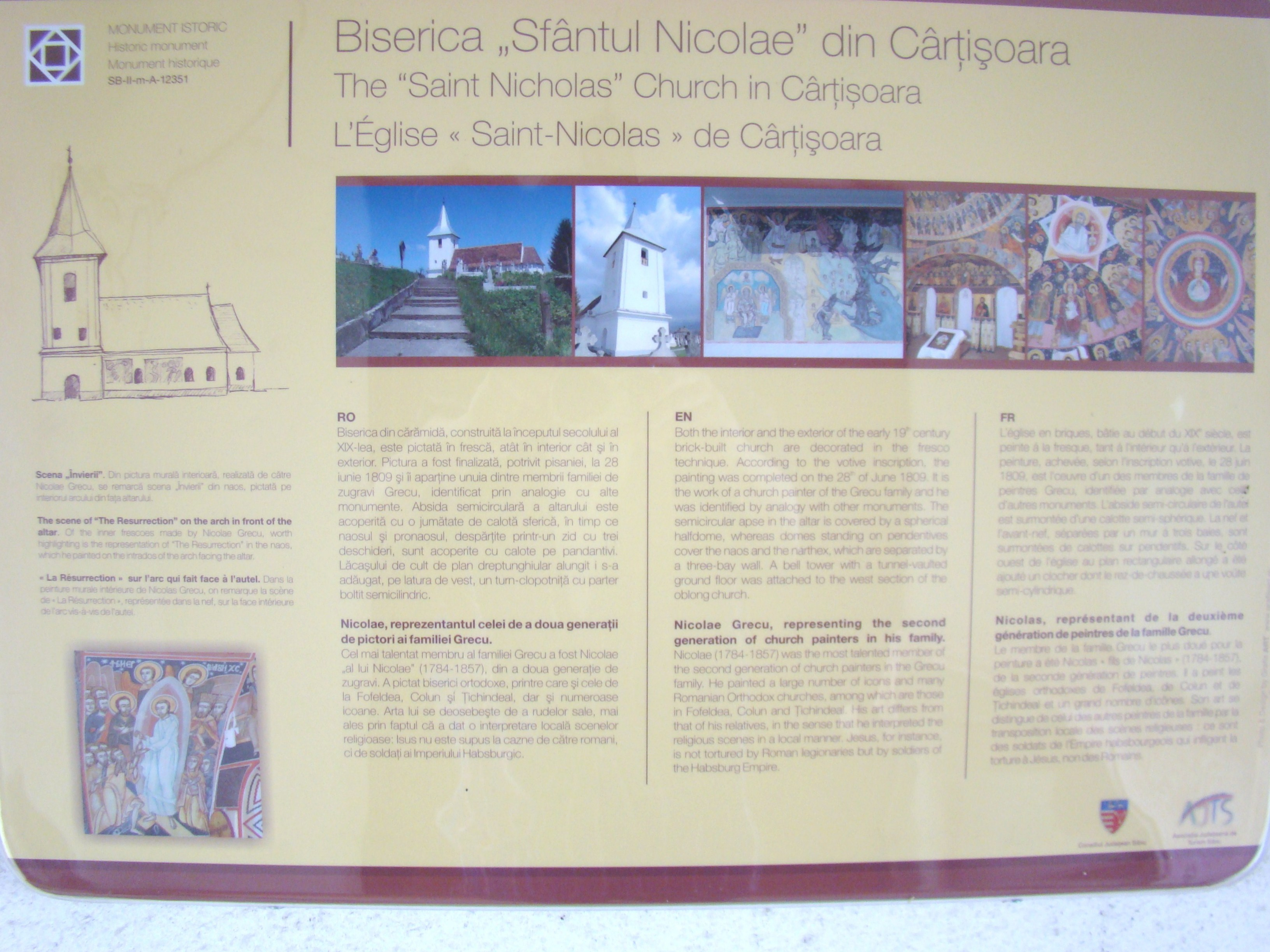
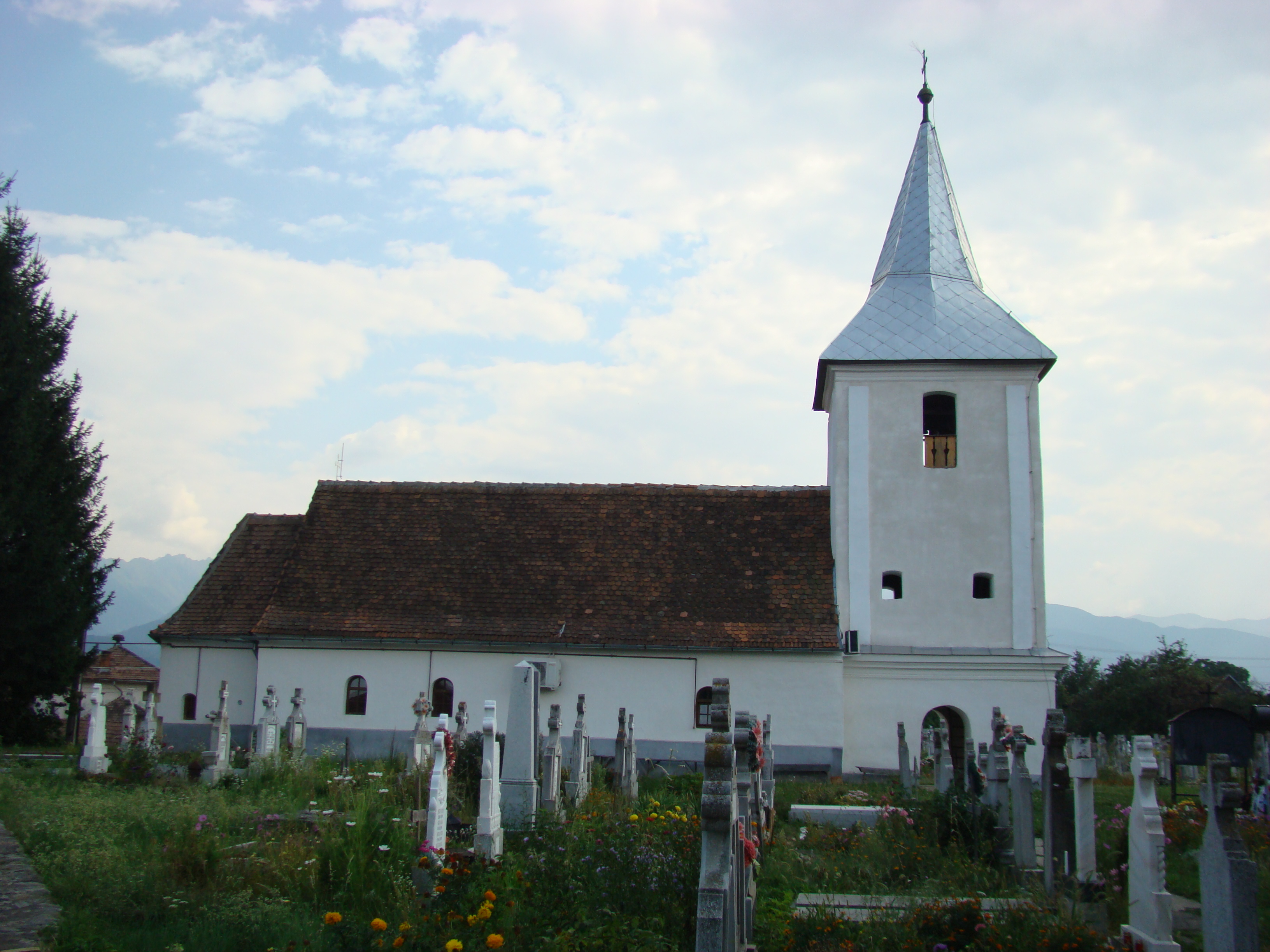
Biserica (nord)
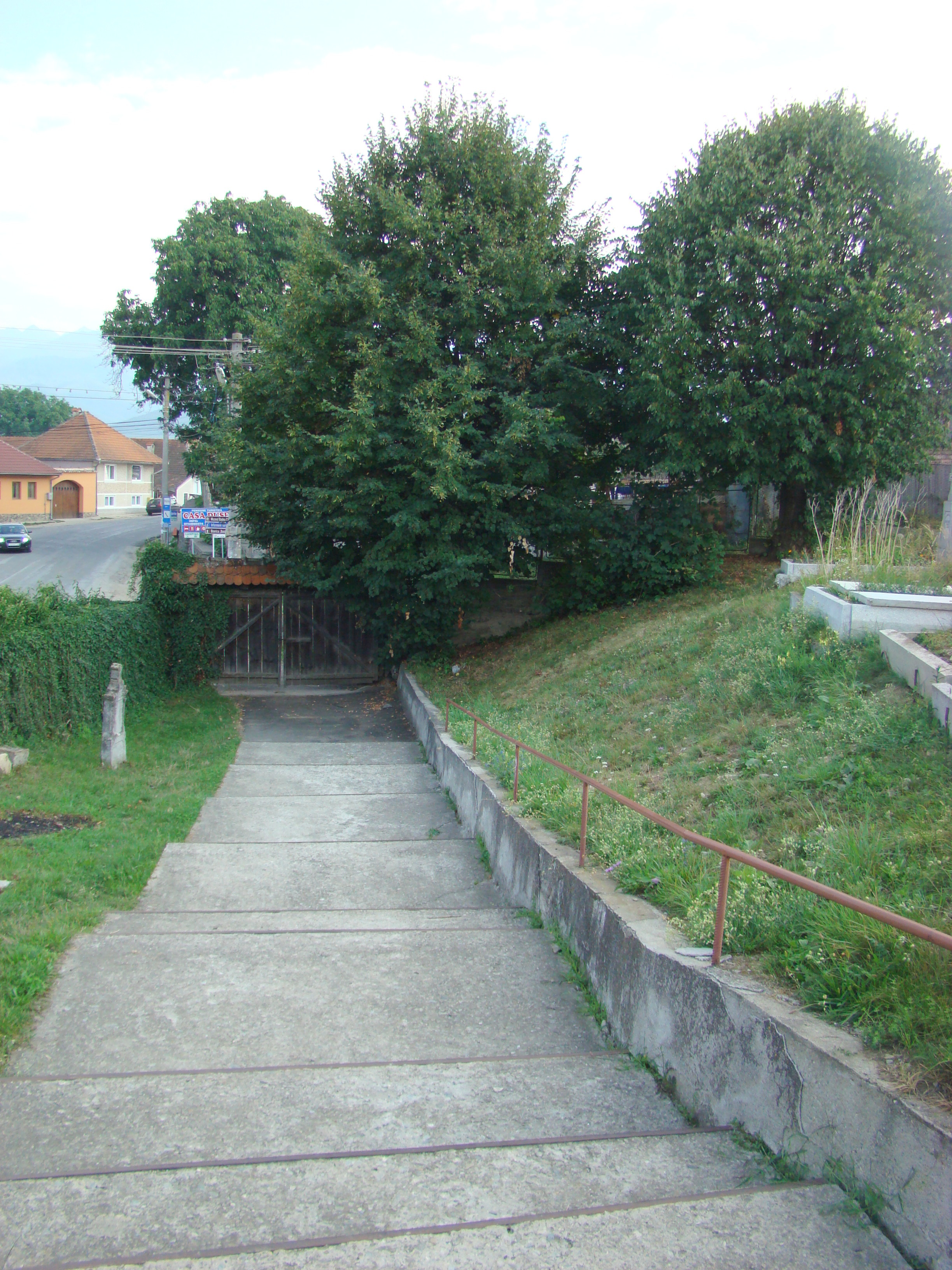
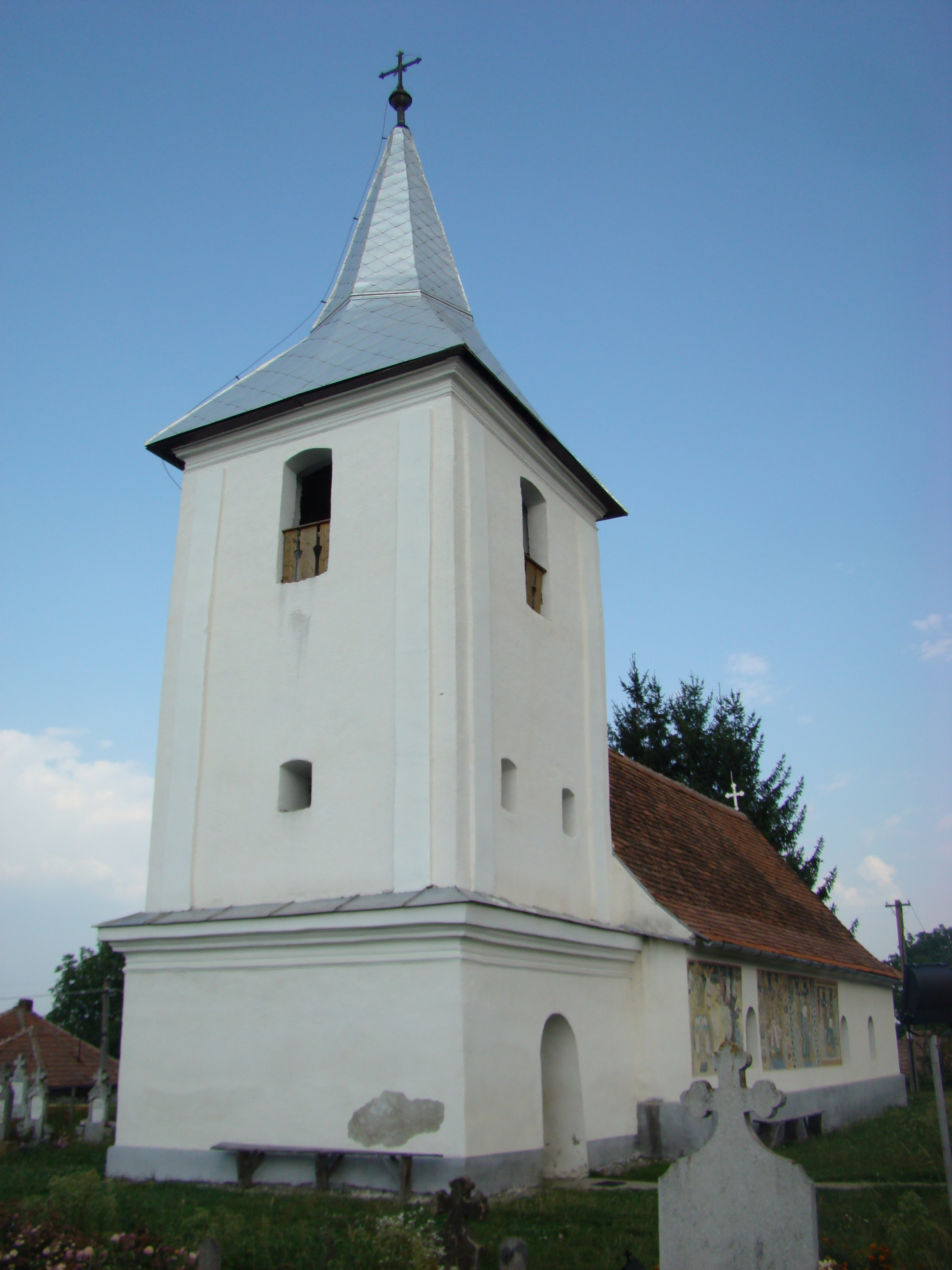
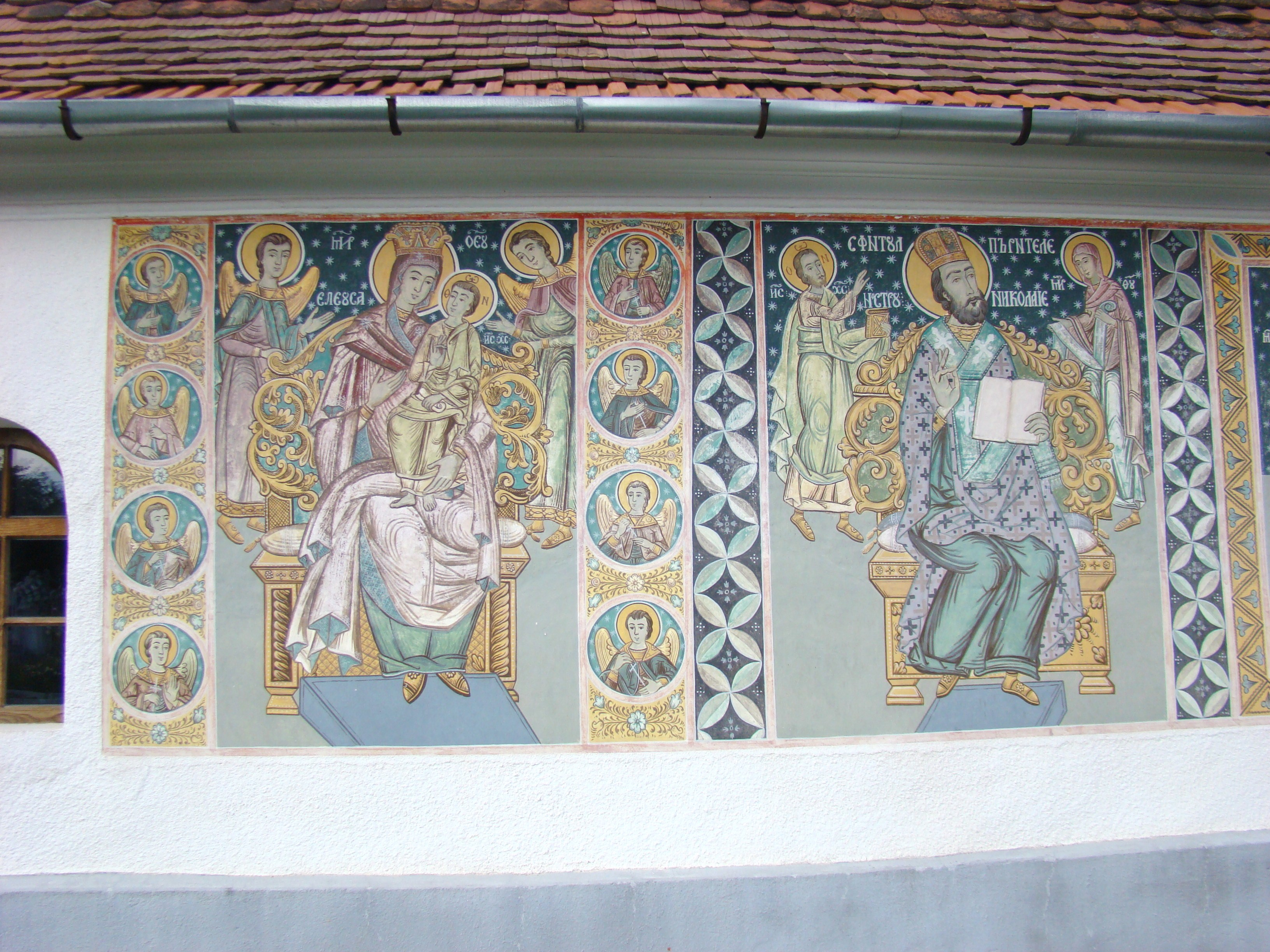
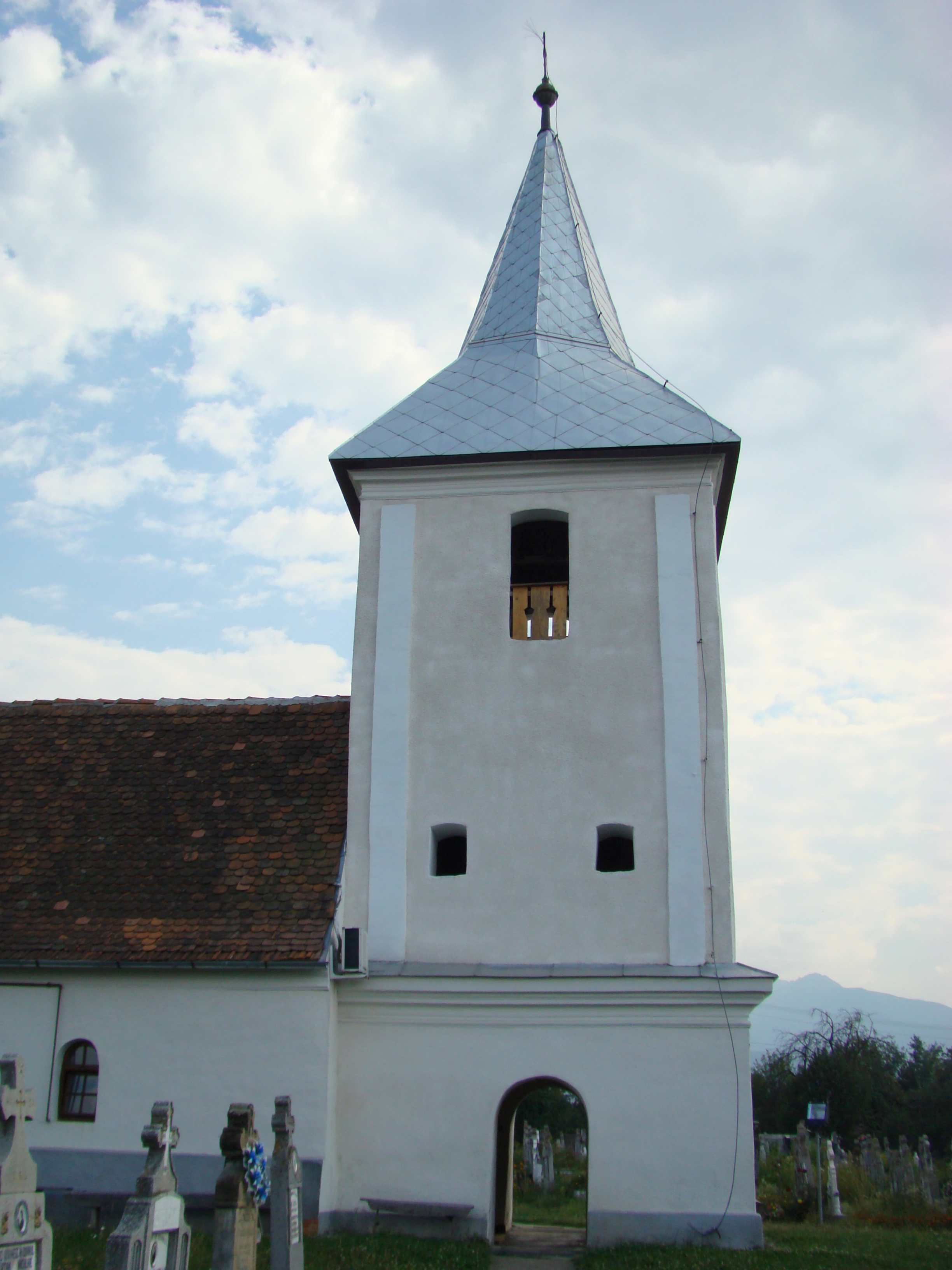
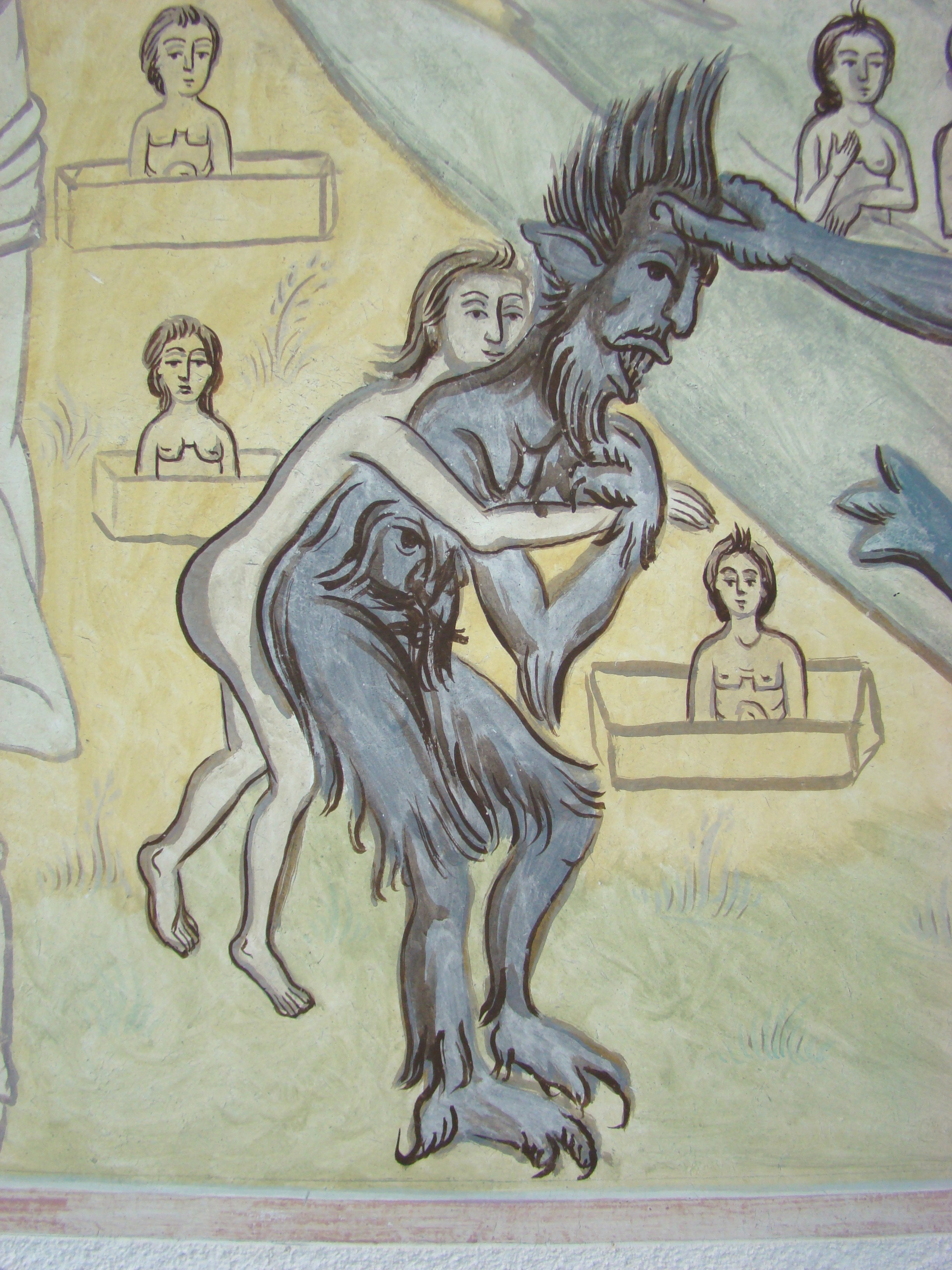
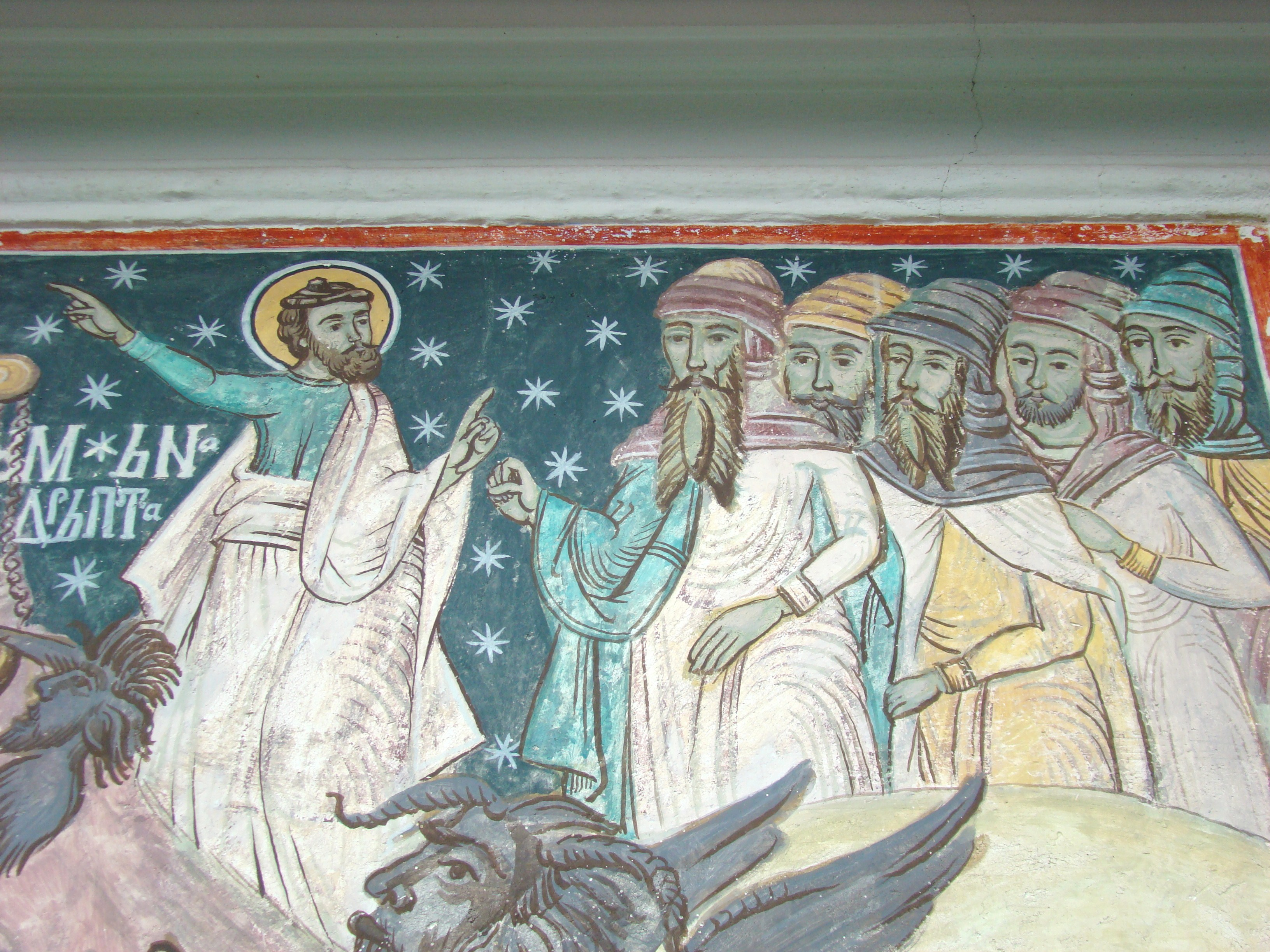
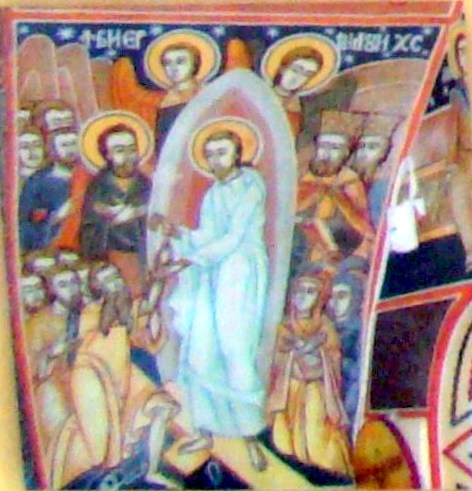
Naos: scena „Învierii” pictată pe interiorul arcului din faţa altarului
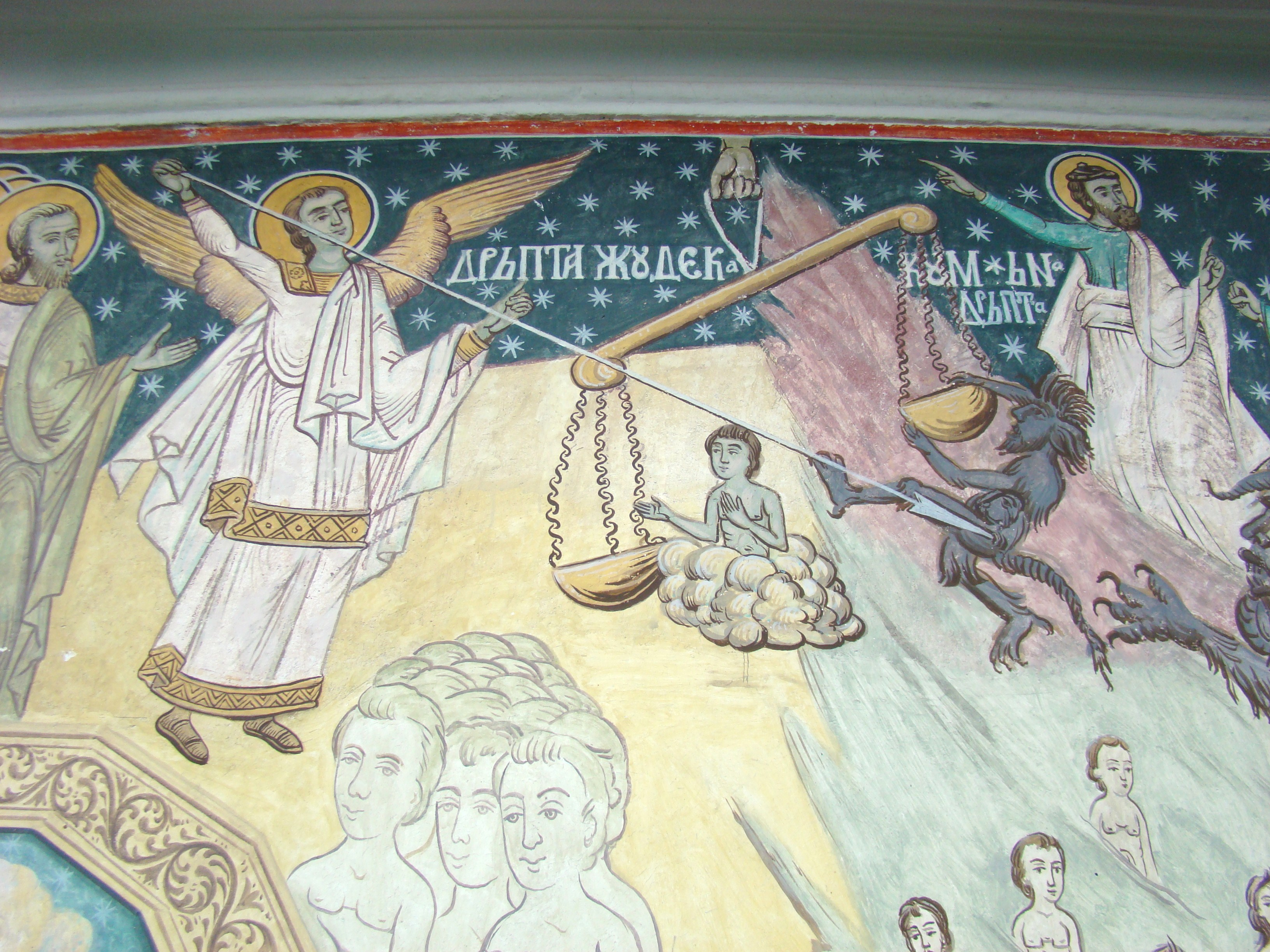
Detaliu din „Judecata de Apoi”
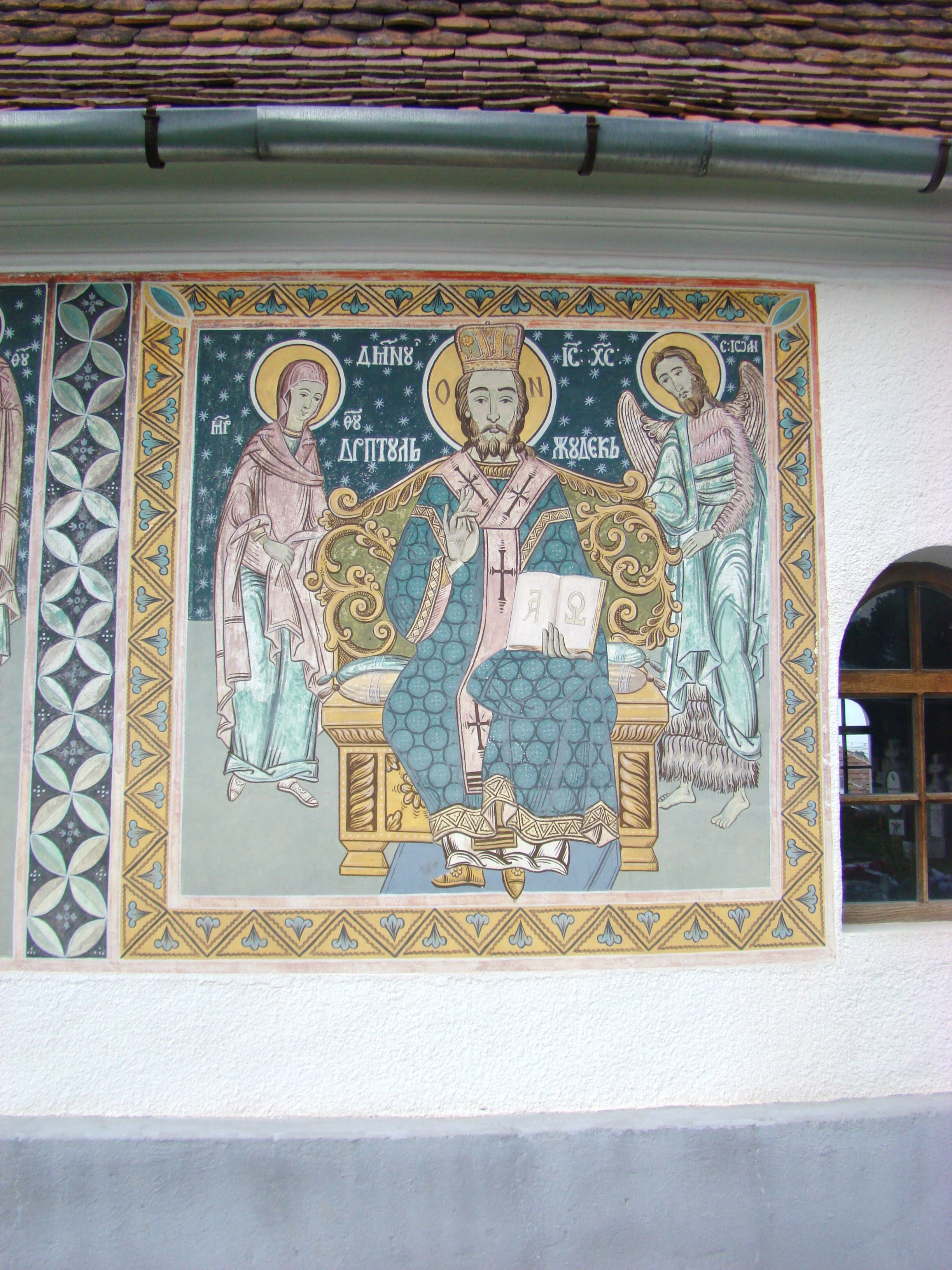
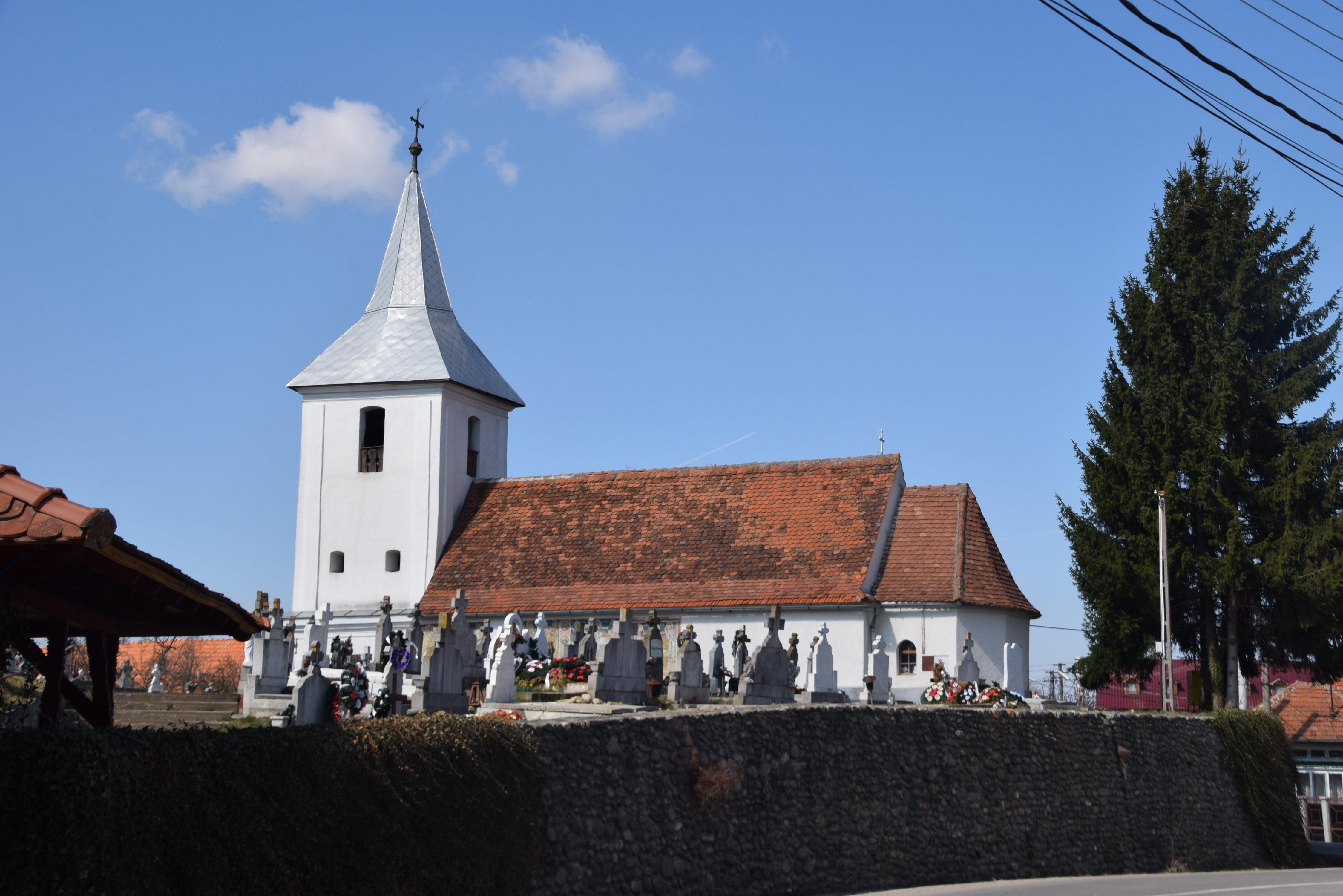